# Seble Wongel
Seble Wongel, död 1567, var kejsarinna av Etiopien 1518–1540 som gift med kejsar Dawit II av Etiopien. 
Hon är känd för sin roll i kriget mellan Etiopien och Adal 1529–1543, då hon förhandlade om fångutväxling och lyckades frita sin son kejsaren då han tillfångatogs av fienden. 